# Microscopic View of a Telescopic Realm
Microscopic View of a Telescopic Realm è un album dei Tourniquet. È stato pubblicato dalla Metal Blade Records nel 2000.

## Tracce
1. Besprinkled in Scarlet Horror 7:40
2. Drinking from the Poisoned Well 7:34
3. Microscopic View of a Telescopic Realm 6:14
4. The Tomb of Gilgamesh 7:36
5. Servant of the Bones 4:57
6. Eratic Palpitations of the Human Spirit 6:25
7. Martyr's Pose 4:19
8. Immunity Vector (instrumental) 5:11
9. Caixa De Raiva 4:11
10. The Skeezix Dilemma Part II (The Improbable Testimony of the Pipsisewah) 9:58

## Formazione

### Gruppo
- Ted Kirkpatrick - batteria, basso, prima chitarra armonica (Eratic Palpitations of the Human Spirit)
- Aaron Guerra - tutte le altre ritmiche, prima chitarra, basso, voce secondaria
- Luke Easter - voce

### Altri musicisti
- Cameron Stone - violoncello (The Tomb of Gilgamesh and The Skeezix Dilemma Part II)
- Jenifer Hall - flauto (Besprinkled in Scarlet Horror and Immunity Vector)
- Steve Rowe dei Mortification - voce ospite (Microscopic View of a Telescopic Realm)